# Auguste-René-Marie Dubourg
Pour les articles homonymes, voir Dubourg.
Auguste René Marie Dubourg, né le 1er octobre 1842 à Loguivy-Plougras (Côtes-d'Armor) et mort le 22 septembre 1921 à Rennes, fut un cardinal français, archevêque de Rennes, Dol et Saint-Malo.

## Biographie
Auguste-René-Marie Dubourg naquit dans une modeste auberge jouxtant le cimetière. Son père, Auguste Dubourg, couvreur et fils de meunier, et sa mère, Joséphine Douenne, de Trédrez, fille de douanier, y élevèrent une fratrie de cinq enfants. 
Il fut ordonné prêtre le 22 décembre 1866 pour le diocèse de Saint-Brieuc. Il exerce comme professeur au petit séminaire de Tréguier. En 1869 appelé à l’évêché il va y occuper sous David, Bouché et Fallières les postes de pro-secrétaire, secrétaire, chanoine honoraire de la cathédrale puis vicaire général et vicaire capitulaire du diocèse de Saint-Brieuc.
En 1893, par décret du 14 janvier et préconisé à Rome en consistoire secret le 19 janvier Auguste-René-Marie Dubourg est nommé évêque de Moulins, il est sacré évêque des mains de Pierre Marie Frédéric Fallières le 16 avril suivant en la cathédrale Saint-Étienne de Saint-Brieuc, avec comme co-consécrateurs François-Marie Trégaro et Étienne-Marie Potron. Le 22 il est à Loguivy reçu par le clergé, les écoles, les autorités municipales. Le lendemain dimanche 23, pour sa première grand’messe pontificale, il officie à Saint-Emilion de Loguivy et rejoindra son nouvel évêché le 27 du même mois.
Il est nommé archevêque de Rennes, Dol et Saint-Malo le 7 août 1906 et créé cardinal par Benoît XV lors du consistoire du 4 décembre 1916 avec le titre de cardinal-prêtre de Sainte-Balbine.
Parlant couramment le breton, il a une dévotion particulière pour la Vierge Marie et il se rendra dans de nombreuses paroisses (Auray, Guingamp et Saint-Carré).
Décédé le 22 septembre 1921, des suites d'une mauvaise grippe, le cardinal Dubourg repose dans la crypte de la cathédrale de Rennes, contrairement à son souhait exprimé plusieurs décennies avant, de demeurer dans un coin du cimetière Saint-Ivy tout à côté de la maison maternelle.

## Succession apostolique
Auguste-René-Marie Dubourg a ordonné les évêques suivants :
- Cardinal Alexis-Armand Charost (1913)

## Armoiries
| Armes d'Auguste Dubourg. | Armes : « D'azur à la Vierge-mère couronnée d'or, tenant un cœur de gueules dans la sénestre, terrassant un serpent de sable, sur une nuée d'argent, à la bordure chargée de 21 mouchetures d'hermine. » Devise : « Per Matrem ad cor Filii ». Cri : « Potius mori quam fœdari ». |